# Selje
Selje es un municipio de la provincia de Sogn og Fjordane, Noruega. Su centro administrativo es el pueblo del mismo nombre, con 685 habitantes. Otros núcleos de población son Barmen, Ervik, Flatraket, Hoddevik, Leikanger, entre otros. El municipio tiene una población de 2752 habitantes según el censo de 2015.
Selje es el municipio más norteño de Sogn og Fjordane. La mayor parte del municipio se encuentra en la península de Stad y sus alrededores.
La localidad de Selje fue una de las tres primeras sedes episcopales en Noruega —junto con Oslo y Nidaros—. Obtuvo ese privilegio al nacer ahí el culto a Santa Sunniva. En el municipio también se encuentran las ruinas del monasterio de Selje, un monasterio benedictino localizado en la isla de Selja.